# Reckless Love
Reckless Love es una banda de Glam metal Finlandesa proveniente de Kuopio. La banda se formó en 2001 bajo el nombre de Reckless Life, haciendo covers de Guns N 'Roses. Cambiando su nombre por el actual en 2004, realizando los EP: So Yeah!!! (2004), TKO (2005), Light But Heavy(2004) y Speed Princess(2006).
En 2007 el cantante Olli Herman se unió a Crashdiet para la grabación de su disco “The Unattractive Revolution” y la respectiva gira. Pero debido a diferencias con los otro integrantes se desligo de la banda.
En abril de 2009 la banda firmó contrato con Universal Music, y en julio lanzaron su primer sencillo llamado “One More Time”. En noviembre salió como segundo corte de difusión el tema “Beautifull Bomb” y luego junto con la salida del disco editaron el sencillo “Romance” al finalizar el año 2010 anuncian en su página web que el 2011 será un año ocupado para ellos ya que en la primavera del 2011 entraran a los estudios para lo que será su segundo disco y también son nominados en Finlandia como la banda revelación de ese año, lo cual les hizo actuar en la entrega de premios ema el 26 de febrero de 2011 tocando en vivo. En octubre de ese mismo año, sale a la venta el segundo álbum, denominado "Animal Attraction", del cual anteriormente había salido su primer sencillo "Hot".

## Miembros
- Olli Herman (Olli Herman Kosunen) también conocido como (H. Olliver Twisted) - voz
- Pepe Reckless (Perttu Salohalme) - guitarra
- Jalle Verne (Jalmari Pääkkönen) - bajo
- Hessu Maxx (Heikki Ahonen) - batería

## Antiguos miembros
- Zam Ryder - batería (2001-2004)
- Mike Harley - batería (2004-2009)

## Discografía

### Álbumes
- Reckless Love - 2010
- Animal Attraction - 2011
- Spirit - 2013
- InVader - 2016
- Turborider - 2022

### Sencillos/EPs
- 2004: So Yeah!!
- 2005: TKO
- 2005: Light But Heavy (Popcity)
- 2006: Speed Princess
- 2009: One More Time
- 2009: Beautiful Bomb
- 2010: Romance
- 2010: Badass/Get Electric
- 2010: Back to Paradise
- 2011: Hot
- 2011: Young 'N' Crazy
- 2011: Animal Attraction
- 2011: On The Radio
- 2012: Born To Break Your Heart
- 2013: Night On Fire
- 2013: So Happy I Could Die
- 2013: Bad Lovin
- 2013: I Love Heavy Metal
- 2013: Sex, Drugs And Reckless Love
- 2015: Keep it up all night
- 2016: Monster
- 2020: Loaded
- 2021: Outrun
- 2021: Eyes Of A Maniac
- 2022: Turborider

### Videos
- One More Time (2009)
- Beautiful Bomb (2009)
- Badass (2010)
- Romance (2010)
- Back to Paradise (2010)
- Hot (2011)
- Animal Attraction (2011)
- On The Radio (2012)
- Born to Break Your Heart (2012)
- Night On Fire (2013)
- So Happy I Could Die (2013)
- Monster (2016)
- We are The Weekend (2017)
- Outrun (2021)
- Turborider (2022)